# 不完全競争
不完全競争（ふかんぜんきょうそう、英: Imperfect competition）とは経済学用語の一つ。これは完全競争が成立していない市場の状態を表す言葉であり、現代の経済活動の状態でもある。現代の経済活動においては、販売する商品が同一であっても、それを販売する業者の規模が大きいほど大量仕入れや大量販売などが可能となり、そこからより安く販売するということが可能となるので大企業ほど有利なのである。不完全競争となっている社会は販売者の数が少なく競争も緩やかな状態の社会であるので独占や寡占などが存在する。さらに、消費者が高値で商品を買うこととなってしまう場合が多い。しかし、多くの業者が同じ商品の扱いに参入してきた場合、競争が激化し高値で売る業者は淘汰されることになり、消費者はより良い価格で商品を入手することが可能となる。このような競争がさらに進んで、商品の販売価格が限界まで低くなり、全ての店が最安値で販売するようになった状態のことを完全競争という。